# West Atlantic UK
West Atlantic UK Limited, bis November 2017 Atlantic Airlines Limited, ist eine britische Frachtfluggesellschaft mit Sitz in Coventry. Sie ist eine Tochtergesellschaft der Logistikgruppe West Atlantic.

## Geschichte
Atlantic Airlines wurde 1994 gegründet. Sie wurde als Teil der Air Atlantique Gruppe gegründet, um sich auf den Frachttransport zu spezialisieren. Seit Juli 2001 handelt Atlantic Airlines unabhängig innerhalb der Gruppe und weitet sein Produktangebot aus. Atlantic Airlines führt alle Wartungsarbeiten an ihren Flugzeugen selbst durch.
Die Atlantic Airlines Limited wurde im März 2001 gegründet, als das Management ein Buy-In am Handelsunternehmen durchführte. Am 28. Mai 2004 wurde ein vollständiger Buy-Out vollzogen, in dem die Geschäftsführung alle Flugzeuge, Ersatzteile, Triebwerke usw. kaufte.
Das Kerngeschäft der Fluggesellschaft ist die Bereitstellung und der Betrieb von Flugzeugen auf Linien von Speditionen im Nachtverkehr und die Durchführung von Charterflügen für Frachtbroker. Atlantic Airlines hat einen Vertrag mit der UK Maritime Coastguard Agency, um Flugzeuge zur Eindämmung von Ölteppichen bereitzustellen.
Die Gesellschaft spezialisierte sich auf den Transport von Gefahrgütern und radioaktivem Material und Spezialarbeiten. Die Atlantic Airlines besaß eine Betriebserlaubnis Typ A der Civil Aviation Authority, die es erlaubte Fracht und Post mit einem Flugzeug zu transportieren. Sie war zudem Partner der Atlantic Flight Training, die Teil der Atlantic Gruppe war.
Eine Tupolew Tu-204 war zeitweise von Cairo Aviation geleast und flog im Auftrag für TNT Express.
Im Oktober 2008 wurde bekannt gegeben, dass sich die Air-Atlantique-Gruppe mit der schwedisch-luxemburgischen Luftfrachtgruppe West Air Europe unter dem Namen West Atlantic zusammenschließt. Somit ging die Atlantic Airlines in den Besitz der neuen Gruppe über.
Am 27. April 2013 wurde der letzte Frachtflug mit einer Lockheed L-188 Electra durchgeführt. Das Flugzeug mit dem Luftfahrzeugkennzeichen G-LOFC (Baunummer 1100) war zuletzt eingesetzt für Frachtflüge der DHL Aviation in Europa. Sie wurde an Buffalo Airways verkauft und wird seitdem mit dem neuen Luftfahrzeugkennzeichen C-GXFC auf innerkanadischen Frachtflügen eingesetzt.

## Flugziele
West Atlantic UK befördert Luftfracht auf Linien- und Charterflügen weltweit, aber im Besonderen in Europa und über den Atlantik. Der Heimatflughafen ist der East Midlands Airport.

## Flotte

### Aktuelle Flotte
Mit Stand April 2025 besteht die Flotte der West Atlantic aus elf Flugzeugen mit einem Durchschnittsalter von 30,4 Jahren:
| Flugzeugtyp       | Anzahl | bestellt | Anmerkungen                                                 | Durchschnittsalter |
| ----------------- | ------ | -------- | ----------------------------------------------------------- | ------------------ |
| ATR 72-200F       | 02     |          |                                                             | 34,9 Jahre         |
| Boeing 737-300SF  | 01     |          |                                                             | 37,1 Jahre         |
| Boeing 737-400SF  | 05     |          |                                                             | 32,0 Jahre         |
| Boeing 737-800BCF | 03     |          | mit Winglets ausgestattet; eine betrieben für FedEx Express | 22,4 Jahre         |
| Gesamt            | 11     | -        |                                                             | 30,4 Jahre         |

### Ehemalige Flugzeugtypen
Zuvor betrieb West Atlantic unter anderem auch folgende Flugzeugtypen:
- BAe ATP
- Lockheed L-188 Electra

## Zwischenfälle
Am 24. September 2022 schoss eine Boeing 737-400 der spanischen Swiftair (Luftfahrzeugkennzeichen EC-NLS), betrieben für West Atlantic Sweden, während der Landung auf dem Flughafen Montpellier (Frankreich) über das Landebahnende hinaus und rutschte mit dem Bugfahrwerk und dem Rumpfbug in einen angrenzenden See. Alle drei Insassen überlebten. Am 4. Oktober 2022 wurde mitgeteilt, dass die Maschine abgeschrieben werden solle.